# Adıyaman
Adıyaman (kurd: Semsûr,

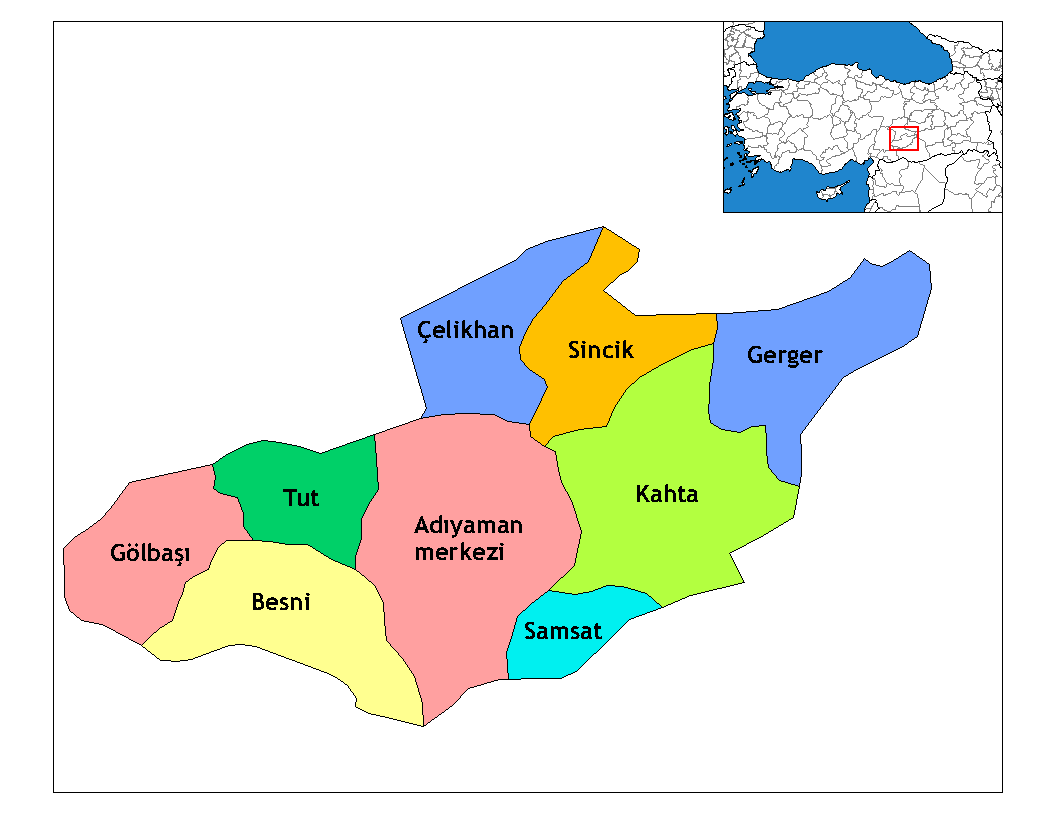
Districtes de la província

zazaqui: Semsur, armeni: Բերա, Bera, al costat de l'antiga Perre o Pordonnium, després Hisn Mansur, en turc Hüsnümansur) és una ciutat de Kurdistan del Nord situada al sud-est de Turquia, capital de la província d'Adıyaman. La població el 2000 era de 178.538 habitants amb un fort creixement (100.045 deu anys abans, 10.192 el 1945). Anteriorment fou un kada del sandjak (després vilayat) de Malatya.

## Història
Signes d'habitació existeixen del 40.000 aC a la cova de Palanli a 10 km al nord. A Samsat (Samòsata) hi ha restes del Neolític i edat del bronze. La zona va pertànyer a assiris, perses i macedonis i fou lloc del regne de la Commagena. En aquest darrer període es van construir les estàtues de la muntanya Nemrut. La ciutat de Pordonium disposava de muralles, que foren restaurades diverses vegades. Va passar després a l'Imperi Romà fins a la conquesta omeia vers el 670.
Va agafar el nom de l'amir omeia Mansur ben Djawana executat en aquest lloc per orde del califa Al-Mansur. Harun ar-Raixid va fortificar la plaça i hi ha instal·lar guarnició i es va dir Hisn Mansur. Va pertànyer als croats (comtat d'Edessa) i fou una de les fortaleses ortúquides (1114); van seguir els seljúcides, mongols i mamelucs, fins a ser inclosa a l'Imperi Otomà el 1516 dins de l'emirat del Dhul-Kadr. El nom Hisn Mansur era difícil de pronunciar pels turcs, que li deien Adıyaman ('del nom difícil') al que fou canviat oficialment el 1926.

## Llocs d'interès
- Mont Nemrut (Nemrut Dağı)
- Coves de Pirin (antiga ciutat de Perre)
- Informació de llosc interessants. Arxivat 2009-03-21 a Wayback Machine.